# Nuoto ai campionati mondiali di nuoto 2015 - 100 metri farfalla femminili
La gara dei 100 metri farfalla femminili si è svolta il 2 e 3 agosto 2015 presso la Kazan Arena e vi hanno preso parte 70 atleti provenienti da 57 nazioni. Le batterie e le semifinali si sono svolte, rispettivamente, la mattina e al sera del 2 agosto, mentre la finale ha avuto luogo la sera del 3 agosto.

## Medaglie
| Posizione | Atleta           | Paese     |
| --------- | ---------------- | --------- |
| Oro       | Sarah Sjöström   | Svezia    |
| Argento   | Jeanette Ottesen | Danimarca |
| Bronzo    | Lu Ying          | Cina      |

## Record
Prima della manifestazione il record del mondo (WR) e il record dei campionati (CR) erano i seguenti.
| Record mondiale       | 55"98 | Dana Vollmer Stati Uniti | 29 luglio 2012 Londra, Regno Unito |
| Record dei campionati | 56"06 | Sarah Sjöström Svezia    | 27 luglio 2009 Roma, Italia        |

Durante la competizione è stato battuto il seguente record:
| Data     | Evento     | Atleta         | Nazione | Tempo | Record |
| -------- | ---------- | -------------- | ------- | ----- | ------ |
| 2 agosto | Semifinale | Sarah Sjöström | Svezia  | 55"74 | ,      |
| 3 agosto | Finale     | Sarah Sjöström | Svezia  | 55"64 | ,      |

## Risultati

### Batterie
| Posizione | Batteria | Corsia | Atleta                 | Nazionalità               | Tempo   | Note    |
| --------- | -------- | ------ | ---------------------- | ------------------------- | ------- | ------- |
| 1         | 7        | 4      | Sarah Sjöström         | Svezia                    | 56"47   | Q       |
| 2         | 6        | 4      | Jeanette Ottesen       | Danimarca                 | 57"79   | Q       |
| 3         | 5        | 5      | Inge Dekker            | Paesi Bassi               | 57"82   | Q       |
| 4         | 7        | 2      | Lu Ying                | Cina                      | 57"84   | Q       |
| 5         | 5        | 4      | Katerine Savard        | Canada                    | 57"96   | Q       |
| 6         | 6        | 7      | Alexandra Wenk         | Germania                  | 58"05   | Q       |
| 7         | 5        | 6      | Kendyl Stewart         | Stati Uniti               | 58"06   | Q       |
| 8         | 7        | 5      | Emma McKeon            | Australia                 | 58"12   | Q       |
| 9         | 7        | 1      | An Se-hyeon            | Corea del Sud             | 58"24   | Q       |
| 10        | 6        | 5      | Madeline Groves        | Australia                 | 58"31   | Q       |
| 11        | 6        | 6      | Chen Xinyi             | Cina                      | 58"34   | Q       |
| 12        | 7        | 7      | Noemie Thomas          | Canada                    | 58"35   | Q       |
| 13        | 7        | 8      | Kimberly Buys          | Belgio                    | 58"36   | Q       |
| 14        | 6        | 3      | Ilaria Bianchi         | Italia                    | 58"37   | Q       |
| 15        | 7        | 0      | Natsumi Hoshi          | Giappone                  | 58"47   | Q       |
| 16        | 5        | 3      | Rachael Kelly          | Gran Bretagna             | 58"48   | QSO     |
| 16        | 6        | 9      | Farida Osman           | Egitto                    | 58"48   | QSO, NR |
| 18        | 5        | 1      | Daynara de Paula       | Brasile                   | 58"59   |         |
| 19        | 5        | 2      | Jemma Lowe             | Gran Bretagna             | 58"74   |         |
| 20        | 6        | 2      | Claire Donahue         | Stati Uniti               | 58"77   |         |
| 21        | 6        | 1      | Marie Wattel           | Francia                   | 58"84   |         |
| 22        | 6        | 8      | Katarína Listopadová   | Slovacchia                | 58"87   |         |
| 23        | 4        | 5      | Anna Ntountounaki      | Grecia                    | 58"90   |         |
| 24        | 7        | 9      | Beryl Gastaldello      | Francia                   | 59"06   |         |
| 25        | 5        | 8      | Evelyn Verrasztó       | Ungheria                  | 59"09   |         |
| 26        | 5        | 7      | Nataliya Lovtsova      | Russia                    | 59"11   |         |
| 27        | 5        | 9      | Danielle Villars       | Svizzera                  | 59"21   |         |
| 28        | 5        | 0      | Anna Polyakova         | Russia                    | 59"42   |         |
| 29        | 4        | 8      | Sze Hang Yu            | Hong Kong                 | 59"72   |         |
| 30        | 4        | 4      | Park Jin-young         | Corea del Sud             | 59"74   |         |
| 31        | 6        | 0      | Daiene Dias            | Brasile                   | 59"75   |         |
| 32        | 7        | 6      | Elena Di Liddo         | Italia                    | 59"78   |         |
| 33        | 4        | 3      | Judit Ignacio Sorribes | Spagna                    | 59"87   |         |
| 34        | 4        | 7      | Emilia Pikkarainen     | Finlandia                 | 1'00"16 |         |
| 34        | 4        | 1      | Lucie Svěcená          | Rep. Ceca                 | 1'00"16 |         |
| 36        | 4        | 9      | Quah Ting Wen          | Singapore                 | 1'00"30 |         |
| 37        | 3        | 4      | Jessica Camposano      | Colombia                  | 1'00"42 |         |
| 38        | 3        | 5      | Isabella Páez          | Venezuela                 | 1'00"58 |         |
| 39        | 4        | 0      | Nastja Govejšek        | Slovenia                  | 1'01"15 |         |
| 40        | 3        | 7      | Ana Monteiro           | Portogallo                | 1'01"53 |         |
| 41        | 3        | 3      | Marie Meza             | Costa Rica                | 1'01"59 |         |
| 42        | 3        | 2      | Jasmine Al-Khaldi      | Filippine                 | 1'02"37 |         |
| 43        | 3        | 6      | Jóhanna Gústafsdóttir  | Islanda                   | 1'02"43 |         |
| 44        | 3        | 8      | Sotiria Neofytou       | Cipro                     | 1'02"83 |         |
| 45        | 4        | 6      | Sharo Rodríguez        | Messico                   | 1'02"97 |         |
| 46        | 4        | 2      | Laura Arroyo           | Messico                   | 1'03"18 |         |
| 47        | 2        | 7      | Felicity Passon        | Seychelles                | 1'03"29 |         |
| 48        | 3        | 9      | Amina Kajtaz           | Bosnia ed Erzegovina      | 1'03"39 |         |
| 49        | 1        | 4      | Noel Borshi            | Albania                   | 1'03"85 |         |
| 50        | 3        | 1      | Monalisa Lorenza       | Indonesia                 | 1'03"85 |         |
| 51        | 3        | 0      | Talita Baqlah          | Corea del Sud             | 1'04"23 |         |
| 52        | 2        | 5      | Jannah Sonnenschein    | Mozambico                 | 1'04"48 |         |
| 53        | 2        | 4      | Estefania Urzua        | Cile                      | 1'04"64 |         |
| 54        | 2        | 2      | Dalia Torrez           | Nicaragua                 | 1'04"75 |         |
| 55        | 2        | 1      | Emily Muteti           | Kenya                     | 1'04"91 |         |
| 56        | 2        | 6      | Caylee Watson          | Isole Vergini Americane   | 1'05"70 |         |
| 57        | 2        | 3      | Ana Nobrega            | Angola                    | 1'05"84 |         |
| 58        | 2        | 8      | Lara Butler            | Isole Cayman              | 1'06"10 |         |
| 59        | 2        | 9      | Alsu Bayramova         | Azerbaigian               | 1'06"79 |         |
| 60        | 1        | 3      | María Ribera           | Bolivia                   | 1'07"09 |         |
| 61        | 1        | 6      | Amarah Phillip         | Isole Vergini Britanniche | 1'08"60 |         |
| 62        | 1        | 5      | Tegan McCarthy         | Papua Nuova Guinea        | 1'08"82 |         |
| 63        | 2        | 0      | Choe Su-rim            | Corea del Nord            | 1'08"98 |         |
| 64        | 1        | 1      | Bo-Anne Bos            | Curaçao                   | 1'12"43 |         |
| 65        | 1        | 2      | Johanna Umurungi       | Ruanda                    | 1'13"14 |         |
| 66        | 1        | 0      | Dirngulbai Misech      | Palau                     | 1'14"05 |         |
| 67        | 1        | 7      | Nooran Ba Matraf       | Yemen                     | 1'14"43 |         |
| 68        | 1        | 9      | Charissa Panuve        | Tonga                     | 1'16"48 |         |
| 69        | 1        | 8      | Nada Arkaji            | Qatar                     | 1'17"30 |         |
| -         | 7        | 3      | Liliána Szilágyi       | Ungheria                  | DNS     |         |

### Spareggio
| Posizione | Corsia | Nome          | Nazionalità   | Tempo | Note |
| --------- | ------ | ------------- | ------------- | ----- | ---- |
| 1         | 4      | Rachael Kelly | Gran Bretagna | 58"17 | Q    |
| 2         | 5      | Farida Osman  | Egitto        | 58"22 | NR   |

### Semifinali
| Posizione | Semifinale | Corsia | Atleta           | Nazionalità   | Tempo | Note |
| --------- | ---------- | ------ | ---------------- | ------------- | ----- | ---- |
| 1         | 2          | 4      | Sarah Sjöström   | Svezia        | 55.74 | Q,WR |
| 2         | 1          | 4      | Jeanette Ottesen | Danimarca     | 57.04 | Q    |
| 3         | 1          | 5      | Lu Ying          | Cina          | 57.36 | Q    |
| 4         | 2          | 3      | Katerine Savard  | Canada        | 57.52 | Q    |
| 5         | 1          | 6      | Emma McKeon      | Australia     | 57.59 | Q    |
| 6         | 2          | 7      | Chen Xinyi       | Cina          | 57.63 | Q    |
| 7         | 1          | 3      | Alexandra Wenk   | Germania      | 57.77 | Q    |
| 8         | 1          | 7      | Noemie Thomas    | Canada        | 58.05 | QSO  |
| 8         | 2          | 5      | Inge Dekker      | Paesi Bassi   | 58.05 | QSO  |
| 10        | 2          | 6      | Kendyl Stewart   | Stati Uniti   | 58.14 |      |
| 11        | 1          | 2      | Madeline Groves  | Australia     | 58.17 |      |
| 12        | 1          | 8      | Rachael Kelly    | Gran Bretagna | 58.27 |      |
| 13        | 2          | 2      | An Se-hyeon      | Corea del Sud | 58.44 |      |
| 14        | 2          | 8      | Natsumi Hoshi    | Giappone      | 58.45 |      |
| 15        | 1          | 1      | Ilaria Bianchi   | Italia        | 58.49 |      |
| 16        | 2          | 1      | Kimberly Buys    | Belgio        | 59.08 |      |

### Finale
| Posizione | Corsia | Atleta           | Nazionalità | Tempo | Note |
| --------- | ------ | ---------------- | ----------- | ----- | ---- |
|           | 4      | Sarah Sjöström   | Svezia      | 55.64 | WR   |
|           | 5      | Jeanette Ottesen | Danimarca   | 57.05 |      |
|           | 3      | Lu Ying          | Cina        | 57.48 |      |
| 4         | 2      | Emma McKeon      | Australia   | 57.67 |      |
| 5         | 6      | Katerine Savard  | Canada      | 57.69 |      |
| 6         | 7      | Chen Xinyi       | Cina        | 57.85 |      |
| 7         | 8      | Noemie Thomas    | Canada      | 57.94 |      |
| 8         | 1      | Alexandra Wenk   | Germania    | 58.22 |      |